# Западна Морава
Вижте пояснителната страница за други значения на Морава.
Западна Морава или Сръбска Морава (на сръбски: Западна Морава или Zapadna Morava) е река в Сърбия, лява съставяща на Велика Морава (десен приток на Дунав). Дължина 184 km (с дясната съставяща я река Голийска Моравица 282 km), площ на водосборния басейн 15 849 km².
Река Западна Морава се образува на 302 m н.в., източно от град Пожега от сливането на двете съставящи я реки Джетиня (лява съставяща, 75 km, 1210 km²), извираща от планината Златибор и Голийска Моравица (дясна съставяща, 98 km², 1513 km²), извираща от планината Голия. На 5 km след образуването си Западна Морава навлиза в дълбокия и живописен 20-километров Овчарско-Кабларски каньон, който завършва на 6 km западно от град Чачак. След излизането си от дефилето Западна Морава тече в посока изток-югоизток, а в най-долното си течение на североизток през плодородната и гъсто заселена Моравска равнина, в широка долина и спокойно течение. На 1,5 km северозападно от град Сталач, на 139 m н.в. се слива с идващата отдясно река Южна Морава и двете заедно дават началото на река Велика Морава (десен приток на Дунав).
Водосборният басейн на Западна Морава е с площ от 15 849 km² (42,32% от водосборния басейн на Велика Морава), като обхваща югозападните части на Сърбия, северната и централната част на Косово и малък участък от крайната източна част на Черна гора. На изток водосборния басейн на Западна Морава граничи с водосборния басейн на река Южна Морава (дясна съставяща на Велика Морава), на юг – с водосборния басейн на река Вардар (от басейна на Егейско море), югозапад – с водосборния басейн на река Дрин (от басейна на Адриатическо море), а на запад и север – с водосборните басейни на реките Дрина и Колубара (десни притоци на Сава), Ясеница, Лепеница и Лугомир (леви притоци на Велика Морава).
Основните притоци: леви – Джетиня (75 km, 1486 km²), Гружа (62 km, 617 km²); десни – Голийска Моравица (98 km, 1486 km²), Ибър (276 km, 8059 km²), Расина (92 km, 990 km²).
Западна Морава има предимно дъждовно и снежно подхранване с ясно изразено пролетно пълноводие и лятно маловодие. Често явление през пролетта са епизодичните прииждания в резултат на преждевременно затопляне и бързото снеготопене във водосборния ѝ басейн. Среден годишен отток в устието 120 m³/s.
В най-тясната част на Овчарско-Кабларската клисура е изградена преградната стена на Медувърския язовир, в основата на която функционира мощна ВЕЦ. Долината на реката е гъсто населена и в нея са разположени множество селища, като най-големите са: Пожега, Чачак, Кралево, Врънячка баня, Тръстеник, Велики Дреновац и Крушевац.